# Renault 25

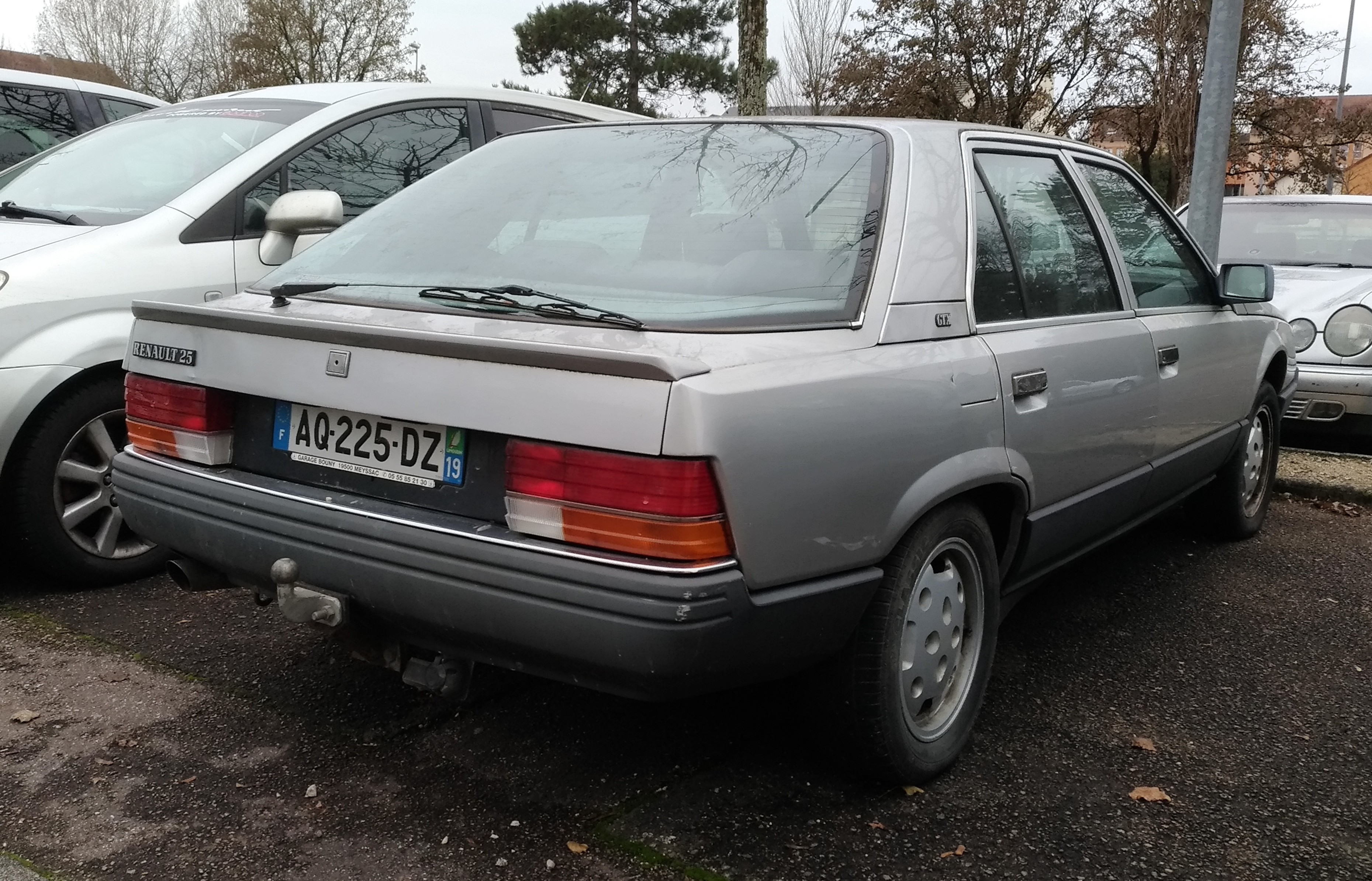
Renault 25 primera serie (vista trasera).

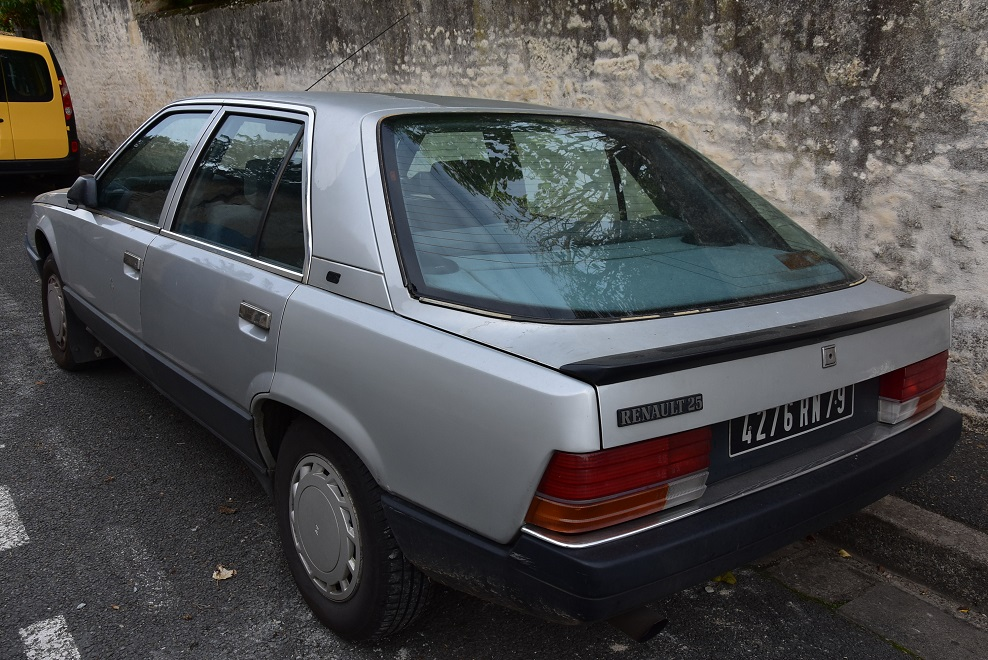
Renault 25 GTS 1.ª serie (1988), 1995 cm³ - 103 cv

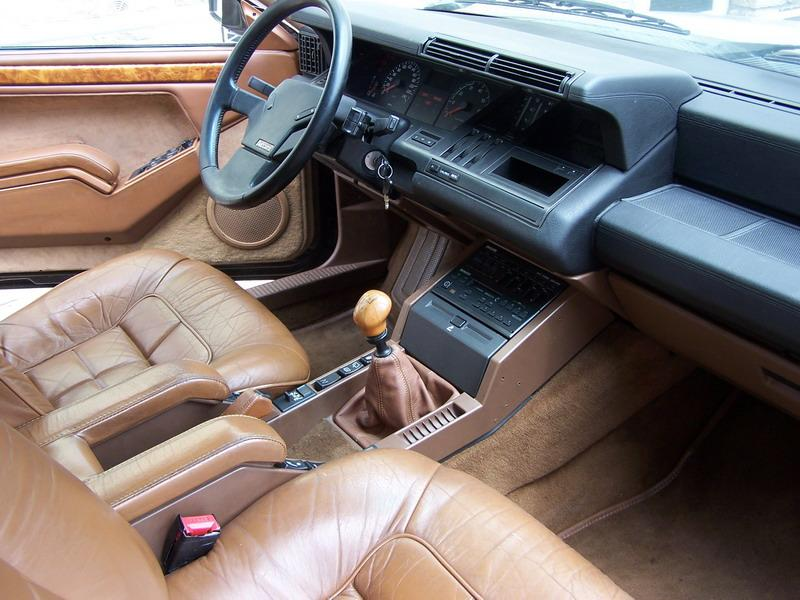
Interior de un Renault 25.

El Renault 25 es un automóvil del segmento E producido por el fabricante de automóviles francés Renault entre 1983 y 1992. En su época, el R25 era el vehículo más caro, prestigioso y grande de la marca. En 1985 quedó en segundo lugar en los galardones de Coche del Año en Europa. Todos los R25 se construyeron en la fábrica Renault de Sandouville, cerca de El Havre (Francia). Además de ello también fue considerado un súper deportivo en la época de los 80, ya que su modelo más deportivo contaba con un cambio automático y un motor V6 Turbo, y rendía la imponente suma de 205cv.

## Introducción
Introducido a finales de 1983 como modelo 1984, el Renault 25 fue un gran paso adelante en casi todos los aspectos del Renault 20/30, modelo al cual reemplazó. Su carrocería de cinco puertas tipo liftback fue creada por los diseñadores Gaston Juchet y Robert Opron, y su estilo nada convencional (la luneta trasera envolvente era su característica más famosa) tenía por objeto dar al coche un aspecto tricuerpo que convenciera a los clientes de fuera de Francia, acostumbrados a las berlinas del segmento más formales.
El 25 fue uno de los primeros coches diseñados bajo el principio de eficacia aerodinámica, y su coeficiente de arrastre fue de 0.31, un factor clave en la mejora de la economía de combustible. El modelo TS mantuvo brevemente el título no oficial de "coche más aerodinámico del mundo de producción en serie" con un coeficiente de 0.28, y en su lanzamiento el 25 fue holgadamente el mejor en su clase respecto a la economía de combustible. 
Todos las versiones del Renault 25 fueron de tracción delantera, con motores de cuatro cilindros (2 litros carburado, 2.2 litros a inyección electrónica y 2.1 litros diésel) y de seis cilindros en V (2.9 litros a inyección aspirado y 2.4 litros a inyección con turbo) montados longitudinalmente por delante del eje delantero. El rendimiento del 25 se situó por encima del promedio en su categoría; su motor V6 estaba a la altura de automóviles como el Mercedes-Benz Clase E y el BMW Serie 5. 
Una de las principales características del R25 era el poder desplazarse a altas velocidades en autopista con total confort para sus pasajeros. Varios propietarios indican haber sido denunciados por exceso de velocidad, al no darse cuenta de que iban muy por encima de la máxima permitida. 
El 25 fue elogiado por su confort de marcha, comodidad y comportamiento en ruta (a pesar de su ligera tendencia al subviraje, ocasionada por el motor posicionado delante del eje delantero, y el par de torsión en los modelos V6 Turbo). Un nuevo diseño de transmisión manual recibió elogios unánimes por su precisión y suavidad (aunque el resorte de distensión en 5 ª marcha podía causar una mala selección de la 3 ª velocidad) y aunque el interior futurista proyectado en el tablero del diseñador italiano Marcello Gandini (de la firma Lamborghini) fue muy controvertido, el 25 estuvo muy bien considerado por su silencioso compartimiento, espacioso y bien iluminado.
Los niveles de equipamiento eran altos y establecieron nuevos estándares para los coches franceses. Incluía, entre otros aspectos, elevalunas eléctricos de un toque en la puerta del conductor, alertas de voz (que indicaban, entre otros, puertas mal cerradas, presión de aceite, temperatura del motor, circuito de carga y bombillas fundidas), y uno de los primeros comandos a distancia de equipo de audio del mundo, montado a la derecha de la columna de dirección (control de volumen, búsqueda de emisoras, rueda de selección de emisoras y selección de bandas), y también una computadora de a bordo (ADAC) que informaba acerca del combustible restante, kilometraje hecho desde el último repostaje de combustible, entre otros. Por primera vez desde la Segunda Guerra Mundial, Renault tenía una oportunidad real de introducirse en el segmento de mercado de gran tamaño fuera de Francia.

## Calidad de construcción
Los primeros años del 25 no fueron fáciles. Averías repetitivas e impredecibles problemas electrónicos, combinados con un servicio al cliente indiferente o poco cooperativo afectaron las ventas de exportación. Los primeros modelos eran conocidos por sus débiles frenos, que se mejoraron posteriormente para el modelo del año 1987. Pero la actitud de los clientes, con preferencia hacia la producción nacional francesa de Renault, dio una oportunidad de dar la vuelta a la fama que rodeaba al 25. Los recién llegados al frente de Renault Georges Besse y Raymond Lévy (este último famoso por reconocer los problemas de calidad, al exponer en una entrevista pública que su R25 de empresa estaba en el taller una vez al mes) marcó el punto de inflexión en términos de calidad de construcción y puso a la vista del mercado los diversos puntos fuertes y débiles del coche. Aunque ya era demasiado tarde para revertir la situación fuera de Francia, el 25 se vendió muy bien en el mercado francés.
A pesar de ello, la robustez de sus motores (especialmente los 4 cilindros) y una carrocería bastante resistente al óxido, le han dado una segunda vida en el mercado de los coches usados, donde goza de buena reputación en el mercado europeo. Su pronunciada ligereza y discreto consumo dotaban al vehículo de gran versatilidad por paso de curva, destacando su rendimiento en las carreteras de territorio castellano.

### Transmisión automática
Una de las partes menos duraderas del Renault 25 fue la transmisión automática. Tres transmisiones automáticas fueron utilizadas en el R25: MJ3, 4141, ambas de 3 velocidades, y una nueva AR4 de 4 velocidades, más tarde utilizada en el Safrane como AD4/AD8. Como resultado, la mayoría de los 25 en servicio hoy en día disponen de transmisión manual de 5 velocidades, ya que sólo unos pocos con caja automática han sobrevivido. La transmisión en sí no era de tan mala calidad, pero el mal diseño del disipador de calor ATF, especialmente en el IE4 después, dio lugar a que esta versión haya ganado el título de posiblemente la peor caja de cambios automática que se haya diseñado. Una fuga de líquido ATF significaba la avería parcial o total en la transmisión, a veces sin dar tiempo a repararla. Los resultados fueron desastrosos. Las primeras transmisiones empezaron a fallar a los pocos años, aun cuando el modelo estaba todavía en producción. Renault preparó entonces un paquete que iba a sustituir el disipador original de mala calidad, independientemente de la antigüedad del vehículo y el kilometraje. Sin embargo, esto no sirvió de mucho, ya que la posición del disipador no daba lugar a una buena refrigeración. Esta es la razón por la cual hoy en día es extremadamente difícil, casi imposible, encontrar un Renault 25 con transmisión automática en buenas condiciones.

## Reestilización

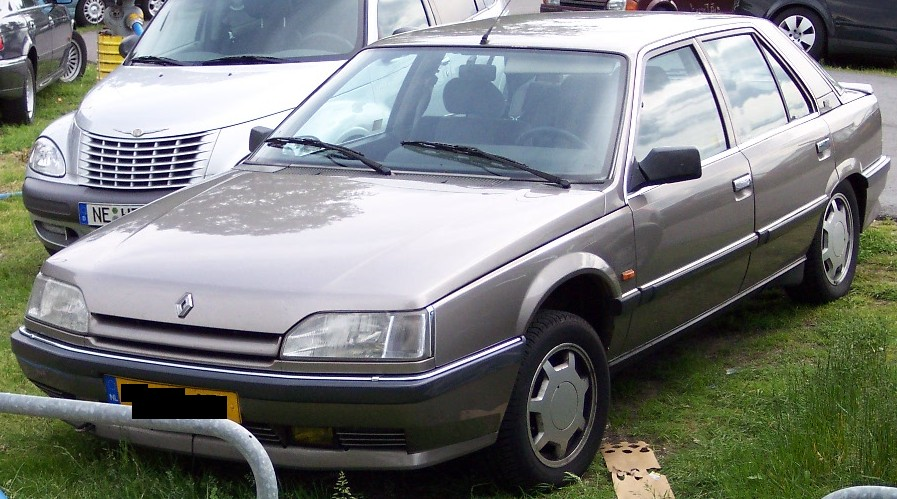
Renault 25 TXI de la segunda serie, con motor 2.0i de 12v y 140 CV.

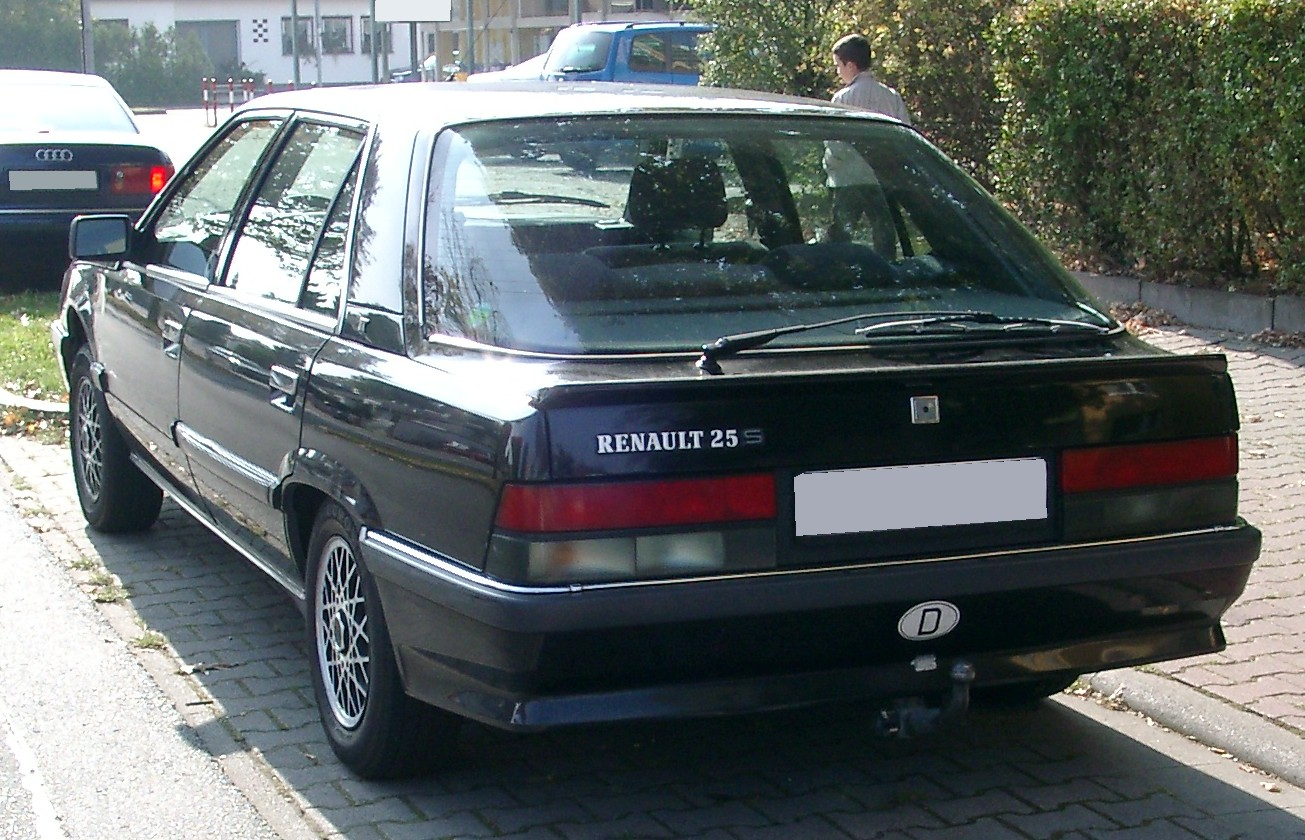
Renault 25 de la segunda serie (vista trasera).

Se introdujo una reestilización importante en 1988 (con nuevo frontal, luces traseras acordes a la época, materiales interiores afines y suspensión delantera mejorada), y la introducción de motores más potentes permitió al 25 competir contra los nuevos modelos nacionales, el Peugeot 605 y el Citroën XM, presentados en 1989. Sin embargo, mientras que los motores, de entrada, eran más potentes (excepto en el caso del 2.0 12v TXI), fueron mucho menos económicos que los de la gama anterior. Por ejemplo, el 2.2i consumía 6,7 L/100 km promedio a 110 km/h, el 2.0i se acercaba más a 7.8 L/100 a dicha velocidad media. La producción de los 25 se detuvo en 1992 para dar paso al Renault Safrane, pero las ventas seguían siendo sólidas, especialmente para las versiones a gasolina de 4 cilindros. A la vista de los resultados del mercado más pobres de los sucesores del 25 (el Renault Safrane, el desastroso Avantime y el Vel Satis), se puede decir que el 25 probablemente sea el mejor coche Renault de gama alta de la posguerra.

## Modelos relacionados

### Eagle Premier / Dodge Monaco
El Renault 25 fue la base del modelo estadounidense Eagle Premier. Sin embargo, esta variante del R25 compartía piezas y componentes del R21 (chasis, suspensión, etc.). La carrocería del coche fue diseñada por Italdesign, mientras que el interior fue diseñado por Richard Teague de American Motors. De 1990 a 1992 (después de la venta de American Motors Corporation a Chrysler Corporation en 1987), Chrysler también vendió el Eagle Premier, bajo el nombre de Dodge Monaco.

### Renault 25 Limousine
En su época, fue ofrecida una versión limusina, con mayor distancia entre ejes, basada en los primeros Renault 25, denominada Renault 25 Limousine. Se alargó el chasis 22.7 cm sobre el coche estándar. Estuvo disponible en dos variantes, la versión normal del R25 limusina tenía el mismo asiento trasero tipo banco del modelo estándar, mientras que la versión Executive tenía dos asientos individuales con ajuste eléctrico en altura, profundidad e inclinación. La limusina (sólo disponible con motor 2.7 V6 en los mercados con volante a la derecha) fue excluida de la gama Renault del Reino Unido tras un periodo de dos años desde su introducción en 1985, pero continuó disponible en otros mercados europeos.
Durante un tiempo el presidente de Francia utilizó una variante blindada del Renault 25 limusina, con algunas modificaciones especiales. Fueron instalados dos inyectores de combustible adicionales fijados en las molduras del umbral a cada lado del coche en el pilar B. Estos fueron conectados directamente al sistema de combustible del motor a través de un interruptor en la cabina que, si el motor estaba en marcha, hacía funcionar a la vez chorros a alta presión de gasolina inflamable. Dicho sistema de inyección de combustible a alta presión hubiera funcionado como un lanzallamas bastante eficaz, pero un tanto peligroso para los civiles inocentes; el sistema fue eliminado más tarde por este motivo.

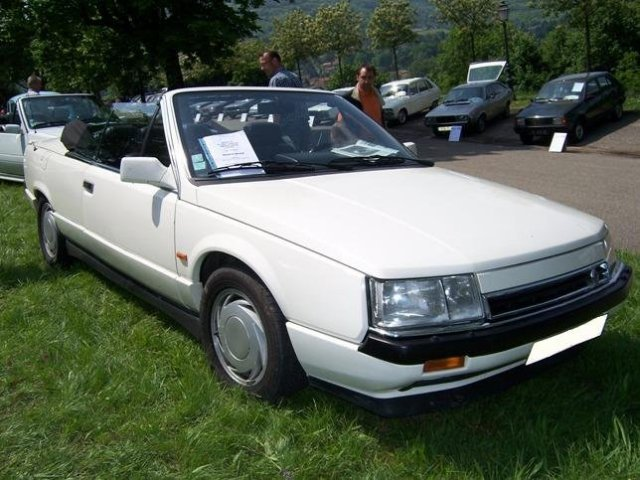
Renault 25 cabriolet.

## Niveles de acabado
Especificaciones del mercado francés:
- Nivel 1: dirección asistida, elevalunas delanteros eléctricos y sistema de sonido opcional. Sin revestimiento lateral de la carrocería. Faros de haz único.
- Nivel 2: dirección asistida, elevalunas eléctricos delanteros, 2 altavoces estéreo, revestimientos laterales. Sistema de sonido de 2X6W con comandos en el volante, diseñado por Philips, opcional.

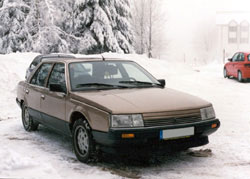
Faros de doble lente en un Renault 25 V6 de la primera serie.

- Nivel 3: elevalunas eléctricos delanteros y traseros, espejos regulables eléctricamente, y sistema de sonido 2X6W Philips. Computadora de a bordo y medidor digital de combustible en las versiones de gasolina. Frenos antibloqueo, aire acondicionado, y sistema de sonido 4X20W Philips con comandos en el volante opcionales.
- Nivel 4: sistema de sonido 4X20W Philips y control global de ventanillas eléctricas (desde la puerta del conductor). Faro de doble haz.
- Nivel 5: aire acondicionado, interior de cuero, frenos antibloqueo, asientos delanteros eléctricos, reposacabezas traseros ajustables. Se inserta madera de olmo en los paneles de las puertas y en el pomo de la palanca de cambios.

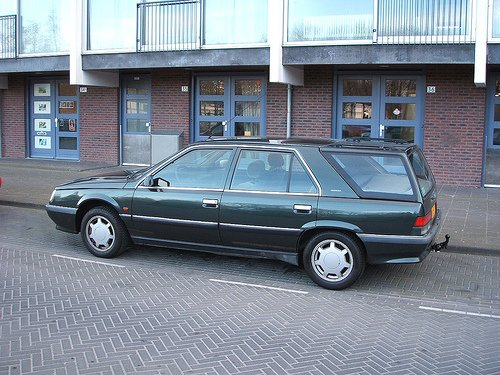
Renault 25 break

## Motorizaciones
| Periodo                        | 1984-1992                                         | 1987-1992                                         | 1989-1992             | 1988-1992                                         | 1986-1992                                         | 1984-1989                                         | 1984-1989                                         | 1987-1990                                         | 1987-1992                                         | 1984-1990              | 1990-1992                  |           |           |           |           |
| Tipo de motor                  | L4 8v, carburador                                 | L4 8v                                             | L4 12v, catalizador   | L4 12v                                            | L4 8v, catalizador                                | L4 8v                                             | V6 12v                                            | V6 12v                                            | V6 12v catalizador                                | V6 12v, turbo          | V6 12v, turbo, catalizador |           |           |           |           |
| Identificación del motor       | J6R                                               | J7R                                               | J7R                   | J7R                                               | J7T                                               | J7T                                               | Z7V                                               | Z7W                                               | Z7W                                               | Z7U                    | Z7U                        |           |           |           |           |
| Diámetro x carrera             | 88.0 mm x 82.0 mm                                 | 88.0 mm x 82.0 mm                                 | 88.0 mm x 82.0 mm     | 88.0 mm x 82.0 mm                                 | 88.0 mm x 89.0 mm                                 | 88.0 mm x 89.0 mm                                 | 88.0 mm x 73.0 mm                                 | 91.0 mm x 73.0 mm                                 | 91.0 mm x 73.0 mm                                 | 91.0 mm x 63.0 mm      | 91.0 mm x 63.0 mm          |           |           |           |           |
| Cilindrada                     | 1995 cm³                                          | 1995 cm³                                          | 1995 cm³              | 1995 cm³                                          | 2165 cm³                                          | 2165 cm³                                          | 2664 cm³                                          | 2849 cm³                                          | 2849 cm³                                          | 2458 cm³               | 2458 cm³                   |           |           |           |           |
| Relación de compresión         | 9.2: 1                                            | 10.0: 1                                           | 9.3: 1                | 9.3: 1                                            | 9.2: 1                                            | 9.9: 1                                            | 9.2: 1                                            | 9.5: 1                                            | 9.5: 1                                            | 8.6: 1                 | 8.0: 1                     |           |           |           |           |
| Potencia máxima: CV (kW) a rpm | 101 CV (74 kW) a 5500                             | 120 CV (88 kW) a 5500                             | 135 CV (99 kW) a 6000 | 140 CV (103 kW) a 6000                            | 107 CV (79 kW) a 5000                             | 121 CV (89 kW) a 5250                             | 141 CV (104 kW) a 5500                            | 156 CV (115 kW) a 5400                            | 150 CV (110 kW) a 5400                            | 182 CV (133 kW) a 6000 | 205 CV (151 kW) a 5500     |           |           |           |           |
| Par máximo: Nm a rpm           | 158 Nm a 3000                                     | 168 Nm a 4500                                     | 176 Nm a 4300         | 174 Nm a 4300                                     | 170 Nm a 3500                                     | 178 Nm a 2750                                     | 215 Nm a 2500                                     | 235 Nm a 2500                                     | 225 Nm a 2500                                     | 280 Nm a 3000          | 290 Nm a 2500              |           |           |           |           |
| Tracción                       | Delantera                                         | Delantera                                         | Delantera             | Delantera                                         | Delantera                                         | Delantera                                         | Delantera                                         | Delantera                                         | Delantera                                         | Delantera              | Delantera                  | Delantera | Delantera | Delantera | Delantera |
| Transmisión                    | Manual, 5 velocidades / Automática, 3 velocidades | Manual, 5 velocidades / Automática, 4 velocidades | Manual, 5 velocidades | Manual, 5 velocidades / Automática, 4 velocidades | Manual, 5 velocidades / Automática, 4 velocidades | Manual, 5 velocidades / Automática, 3 velocidades | Manual, 5 velocidades / Automática, 3 velocidades | Manual, 5 velocidades / Automática, 4 velocidades | Manual, 5 velocidades / Automática, 4 velocidades | Manual, 5 velocidades  | Manual, 5 velocidades      |           |           |           |           |
| Aceleración 0–100 km/h         | 11.5 s                                            | 10.7 s                                            | 9.9 s                 | 9.9 s                                             | 11.6 s                                            | 10.3 s                                            | 10.0 s                                            | 9.3 s                                             | 9.3 s                                             | 8.1 s                  | 7.4 s                      |           |           |           |           |
| Velocidad máxima               | 182 km/h                                          | 195 km/h                                          | 203 km/h              | 203 km/h                                          | 187 km/h                                          | 195 km/h                                          | 201 km/h                                          | 208 km/h                                          | 208 km/h                                          | 228 km/h               | 233 km/h                   |           |           |           |           |

| Periodo                        | 1984-1989             | 1989-1992             | 1984-1992             |           |           |           |           |           |
| Tipo de motor                  | L4 8v                 | L4 8v                 | L4 8v, turbo          |           |           |           |           |           |
| Identificación del motor       | J8S                   | J8S                   | J8S                   |           |           |           |           |           |
| Diámetro x carrera             | 86.0 mm x 89.0 mm     | 86.0 mm x 89.0 mm     | 86.0 mm x 89.0 mm     |           |           |           |           |           |
| Cilindrada                     | 2068 cm³              | 2068 cm³              | 2068 cm³              |           |           |           |           |           |
| Relación de compresión         | 21.5: 1               | 21.5: 1               | 21.5: 1               |           |           |           |           |           |
| Potencia máxima: CV (kW) a rpm | 63 CV (46 kW) a 4500  | 69 CV (51 kW) a 4500  | 86 CV (63 kW) a 4250  |           |           |           |           |           |
| Par máximo: Nm a rpm           | 124 Nm a 2250         | 137 Nm a 2250         | 181 Nm a 2000         |           |           |           |           |           |
| Tracción                       | Delantera             | Delantera             | Delantera             | Delantera | Delantera | Delantera | Delantera | Delantera |
| Transmisión                    | Manual, 5 velocidades | Manual, 5 velocidades | Manual, 5 velocidades |           |           |           |           |           |
| Aceleración 0–100 km/h         | 18.3 s                | 17.5 s                | 13.1 s                |           |           |           |           |           |
| Velocidad máxima               | 155 km/h              | 165 km/h              | 172 km/h              |           |           |           |           |           |

## El Renault 25 en el mundo

### El Renault 25 en Argentina
En Argentina, el R25, en su versión Limousine, fue el automóvil del expresidente Raúl Alfonsín. Lo recibió como regalo por parte de François Mitterrand. Dicho coche presidencial aún sigue en función para transportar a celebridades importantes de Argentina. Es uno de los pocos R25 que se exportaron a dicho país.

### El Renault 25 en Australia
El R25 también se exportó a Australia. Introducido en 1985, se vendió por 35000 $ AUS, pero no incluyó control de crucero. Venía equipado con frenos de tambor en los ejes traseros, a diferencia del modelo nacional, que tenía frenos de disco en las 4 ruedas.

### El Renault 25 en el Reino Unido
El R25 se exportó al Reino Unido a principios de 1984, donde su estilo de carrocería hatchback práctica le ayudó a sobresalir en comparación con las berlinas convencionales como el Vauxhall/Lotus Carlton. El éxito de ventas del R25 fue en gran parte gracias a los comerciales.